# Галкин, Эдуард Юрьевич
Эдуард Юрьевич Га́лкин (род. 20 апреля 1972) — художник-постановщик кино, художник по костюмам, живописец, график. Член Союза художников России и Международной федерации художников с 2006 года.

## Биография
Эдуард Галкин родился 20 апреля 1972 года в посёлке Мордово Тамбовской области в семье учителей.
В 1988—1990 годах учился в художественных студиях города Липецка и на курсах художников-оформителей (художник наружной рекламы).
В 1990—1994 годах учился на педагогическом отделении Рязанского художественного училища в классе А. М. Ковалёва.
В 1994—1995 годах работал художником-прорисовщиком на анимационной студии «Пилот» (художественный руководитель А. Татарский).
В 1994—2000 годах учился на художественном факультете ВГИКа (отделение художника фильма по костюмам, мастерская Л. Ю. Нови и И. Ф. Гинно).
С 1995 года работает в кино, рекламе и музыкальном видео в качестве художника-постановщика и художника по костюмам.
С 1998 года участвует в выставках в России и за рубежом.
Произведения художника находятся в частных собраниях в России, Великобритании, Дании, Германии, США, Австралии, Болгарии, Греции.

## Фильмография
- 1996 — Киллер (короткометражный)
- 1998 — Когда-то мы жили в горах (короткометражный)
- 1998 — С Днём Рождения!
- 1999 — Не упустите убийцу (короткометражный)
- 1999 — Новости
- 2000 — Там, за океаном
- 2000 — Пугало (короткометражный)
- 2000 — Свидание (короткометражный)
- 2001 — Ехали два шофера
- 2003 — Великан (короткометражный)
- 2003 — Золотой век (фильм, 2003)
- 2006 — Живой
- 2006 — Печорин. Герой нашего времени
- 2007 — Мороз по коже
- 2008 — Индиго
- 2008 — Посторонний
- 2009 — Какраки
- 2009 — Близкое объятие (3-я часть киноальманаха «Потому что это я»)
- 2010 — Любовь-морковь 3
- 2010 — Мой любимый раздолбай
- 2010 — Подсадной
- 2012 — Отдам котят в хорошие руки
- 2012 — Синдром дракона (Россия, Украина)
- 2012-2013 — Не плачь по мне, Аргентина!
- 2013 — Шагал – Малевич
- 2014 — Зимы не будет
- 2014 — Испытание
- 2015 — Владыки времени
- 2015 — Охрана
- 2015 — Её звали Муму
- 2016 — Человек из будущего (в производстве)
- 2016 — Петрушка (в производстве)
- 2017 — Ваш репетитор
- 2017 — Садовое кольцо
- 2018 — Ван Гоги Van Gogi
- 2018 — Кровь
- 2019 — Женщина в состоянии развода
- 2020 — Зоя
- 2021 — Топи
- 2022 — Кто там?
- 2023 — Внутри убийцы (в производстве)
- 2023 — Высота 220 (в производстве)
- 2023 — Голем (в производстве)
- 2025 — В списках не значился
- 2025 — Хроники русской революции (в производстве)

## Живопись
- 2001—2006 — серия живописных работ «Условные мотивы»
- 2008—2013 — живописный проект «Русский Балаган» в эстетике современного лубка:
  - 2008—2010 — Часть 1-я «Петрушка», 26 листов
  - 2009—2011 — Часть 2-я «Путин, Медведев, цветы и птицы», 12 листов
  - 2011—2013 — Часть 3-я «Я люблю тебя, хачик», 4 листа
- 2014 — серия живописных работ «Песни Высоцкого», 12 листов

## Выставки
- 1998 — организация и участие в выставке художников и операторов, студентов ВГИК, в рамках конкурса студенческих и дебютных фильмов на соискание премии «Святая Анна». Москва, ЦДК.
- 1999 — участие в объединённой выставке молодых художников кино — студентов ВГИК «Большие воробьи». Москва, ВГИК.
- 1999 — участие в выставке группы «Большие воробьи». Москва, Дом Ханжонкова.
- 1999 — организация и участие в выставке «С Днём рождения», совместно с арт-группой «Синий мертвец» (коллектив молодых Рязанских художников, выпускников РХУ). Рязань, Музей молодёжного движения.
- 2000 — участие в выставке «Рождение кино». Москва, Центр Славянской культуры и письменности. Участие в выставке «Профессия — художник фильма по костюму». Москва, Российская Государственная библиотека по искусству. Участие в выставке дипломных работ художественного факультета ВГИК, в рамках программы ХХ международного кинофестиваля. ВГИК. Москва, ЦДК.
- 2001 — участие в выставке «Великая иллюзия». Москва, Политехнический музей, (совместно с группой «Большие воробьи»). Организация и участие в выставке молодых художников кино, анимации, рекламы и музыкального видео «Кинокартинка». Рязань, Детская картинная галерея.
- 2005 — участие в молодёжной выставке МОСХ. Секция художников театра и кино. Москва, выставочный зал на улице Кузнецкий мост.
- 2006 — участие в выставке творческих работников кино и телерекламы «ПЕКшот — 2006» Московский музей современного искусства.
- 2006 — участие в выставке «Коммуналка фарева», совместно с С. Тыриным. Москва, Страстной бульвар, 4/3.
- 2006 — участие в выставке творческих работ Э. Галкина и С. Тырина — художников-постановщиков фильма «Живой». Киностудия им. Горького, при поддержке студии Пилотаж — «ПЕКшот — 2006». Москва.
- 2007 — участие в выставке «Условные мотивы. Безусловные сюжеты». Кино-художники Эдуард Галкин и Сергей Тырин при поддержке студии Пилотаж — «ПЕКшот — 2006». Клуб Bilingua. Москва.
- 2007 — участие в выставке творческих работников кино и телерекламы «ПЕКшот — 2007» при поддержке студии Пилотаж. Москва, 1-я Тверская-Ямская улица, 26.
- 2008 — персональная выставка «Русский Балаган», реализм, кино, фольклор. при поддержке студии Пилотаж. Центр Изобразительного Искусства, Липецк.
- 2008 — участие в выставке, посвящённой 90-летнему юбилею Рязанского художественного училища им. Г. К. Вагнера. Обл. выставочный зал СХ. Рязань.
- 2008 — персональная выставка «Русский Балаган» и реализм. Рязанский художественный музей им. Пожалостина, Рязань.
- 2009 — персональная выставка «Русский Балаган». ЦДХ на Крымском валу. Международная конфедерация союзов художников, Галерея «Арт-агентство». При поддержке ст. ПИЛОТАЖ. Москва.[2]
- 2009 — выставка творческих работников кино и телерекламы «ПЕКшот — 2009» Рига—Москва «Riga—Maskva» при поддержке студии Пилотаж. Постеры «Русского Балагана». Рига. Латвия.
- 2009 — выставка творческих работников кино и телерекламы «ПЕКшот» К 90-летию ВГИК. ВГИК, Москва.
- 2009 — персональная выставка «Русский Балаган» и презентация каталога «Russki balagan». Pushin House London. Русский культурный центр в Великобритании. Лондон, Англия.[3]
- 2010 — персональная выставка «Русский Балаган» и персональная экспозиция «профессия художника в кино». Кировский областной художественный музей им. В. М. и А. М. Васнецовых. Киров (Вятка).
- 2010 — проект «Русский Балаган» в экспозиции выставки «Русский акцент» в рамках ежегодного фестиваля русского кино в Австралии, GlobalGallery, Сидней, Австралия.[4][5]
- 2010 — участие в благотворительной выставке «Арт-Лахта». Хоспис № 1, Санкт-Петербург.
- 2011 — проект «Путин, Медведев, цветы и птицы» на выставке «ПЕКшот-2011» Рига-Москва «Riga—Maskva». Галерея Masklas Telpa, Рига, Латвия.[6][7]
- 2011 — экспозиция «Путин, Медведев, цветы и птицы» в студии ТВ-шоу «Центральное телевидение». НТВ, телецентр Останкино. Москва.
- 2012 — фрагмент проекта «Русский Балаган» на выставке «15 КУ». Выставочный зал МОСХ. Кузнецкий мост, 20. Москва.

## Театр
- 2011 — театральная постановка «Доброе утро, 100 долларов», Мурманский областной драматический театр. Режиссёр Егор Товстоногов.

## Декоративное оформление
- 2002 — «Наука и техника», телепередача, канал НТВ, дизайн студии. Москва.
- 2002 — Международный фестиваль детского кино. Оформление зала на церемонии открытия. Москва, ЦДК.
- 2004 — Кафе «Кекс» — декорирование. Москва, улица Т. Фрунзе.
- 2004 — Стейк-хаус «Goodman» — декорирование. Москва, Тверская улица, Новинский бульвар.
- 2005 — «Три окна Андрея Макаревича», телепередача, канал ОРТ, декорирование студии. Москва.
- 2006 — «СМАК», телепередача на канале ОРТ, декорирование студии. Москва.
- 2008 — Кафе «Цурцум-кафе» — декорирование. Центр Современного искусства «Винзавод». Москва.
- 2009 — Юбилей ресторанного дома А. Делоса. Кафе «Пушкин», «Римский дворик» — декорирование, костюмы. Москва, ул. Тверской бульвар.